# Enoch Svantenius (der Ältere)
Enoch Svantenius, genannt der Ältere oder auch II. latinisiert aus Enoch Schwante (* 18. Februar 1618 in Güstrow; † 30. Juli 1674 in Rostock) war ein deutscher lutherischer Theologe und Hochschullehrer.

## Leben
Enoch Svantenius (Schwante) wurde als Sohn des gleichnamigen Pastors Enoch Svantenius (I.) an der Pfarrkirche in Güstrow geboren und studierte ab 1634 Theologie an den Universitäten Rostock und Greifswald. 1646 wurde er Diaconus an der Jakobikirche in Rostock. 1647 wurde er am gleichen Tag wie sein Bruder Johannes, der an der Dorfkirche Lüssow als Pastor tätig war, in Rostock zum Magister promoviert. An demselben Tag heiratete er auch seine Frau Katharina, eine Tochter des Rostocker Theologen Johann Tarnow. 1650 nahm er neben seinem Kirchenamt die wissenschaftliche Lehrtätigkeit auf und wurde 1652 in Greifswald zum Dr. theol. promoviert. 1653 stieg er an der Jakobikirche zum Archidiakon auf. 1668 wurde Svantenius städtischer außerordentlicher Professor der Theologie an der Universität Rostock und im Folgejahr ordentlicher herzöglicher Professor der Theologie.
Sein überlebensgroßes Pastorenbild in der Rostocker Jakobikirche wurde mit dieser Kirche zerstört.
Der Pädagoge Enoch Svantenius (III., der Jüngere) war sein ältester Sohn.